# Rafael Mitjana y Gordón
Rafael Mitjana y Gordón (* 6. Dezember 1869 in Málaga; † 15. August 1921 in Stockholm) war ein spanischer Musikwissenschaftler, Komponist und Diplomat.

## Leben und Werk
Rafael Mitjana war von Beruf Diplomat. Er vertrat Spanien in Russland, der Türkei, Marokko und in Schweden.
Sein Interesse für Komposition ließ ihn Schüler von  Eduardo Ocón in Málaga, von Felip Pedrell in Madrid und von Camille Saint-Saëns in Paris werden. Er schrieb einige Orchester- und Bühnenwerke, darunter die Oper La Buena Guarda. Er konzentrierte sich aber auf die Musikwissenschaft und insbesondere auf das Studium der spanischen Musik. Er schrieb Monographien über wichtige Persönlichkeiten der spanischen Musikgeschichte wie Juan del Encina, Francisco Guerrero, Cristóbal de Morales und Fernando de las Infantas. Weithin bekannt wurde er, als er in der Universitätsbibliothek von Uppsala das von ihm sogenannte Cancionero de Upsala (auch Cancionero del Duque de Calabria und Cancionero de Venecia genannt) wiederentdeckte. Dieses Cancionero de Upsala  stellt einen Sammelband von 56 Liedern spanischer Komponisten des 15. und 16. Jahrhunderts dar, der 1556 in Venedig von Hieronymus Scotus gedruckt wurde. Er legte dieses Werk 1909 neu auf. Darüber hinaus leistete er mit dem Kapitel über die Geschichte der spanischen Musik einen wichtigen Beitrag für den vierten Band der von Albert Lavignac herausgegebenen Encyclopédie de la musique (Paris 1920).
Rafael Mitjana gilt in der spanischen Musikwissenschaft als Übergangsfigur zwischen den Schulen von Felip Pedrell und Francisco Asenjo Barbieri auf der einen und der neueren Schule um Higini Anglès auf der anderen Seite.

## Werke von  Rafael Mitjana (Auszug)
- La música contemporanea en España y Felipe Pedrell (Malaga 1901).
- L'Orientalisme musical et la musique arabe (Uppsala 1907).
- El Cancionero de Upsala (Textausgabe, Uppsala 1909).
- Catalogue critique et descriptif des imprimés de musique des XVI et XVII siècles, Conservés à la Bibliothèque de l’Université Royale d'Upsala (Band I Uppsala 1911, Band II-III 1951 von Å. Davidsson).
- Don Fernando de las Infantas (Madrid 1918).
- Estudios sobre algunos músicos españoles del siglo XVI (Madrid 1918).
- Espagne (In: Encyclopédie de la musique I, 4, herausgegeben von Albert Lavignac, Paris 1920).
- Francisco Guerrero (Madrid 1922).